# سیارک ۸۴۹۶
سیارک ۸۴۹۶ (به انگلیسی: 8496 Jandlsmith، نامگذاری:1990QO3) هشت هزار و چهارصد و نود و ششمین سیارک کشف شده‌است که در ۱۶ اوت ۱۹۹۰ کشف شد.
قدر مطلق سیارک برابر ۱۲٫۲۰ است.